# Cylindropuntia californica
Cylindropuntia californica là một loài thực vật có hoa trong họ Cactaceae. Loài này được (Torr. & A.Gray) F.M.Knuth mô tả khoa học đầu tiên năm 1935.

## Hình ảnh

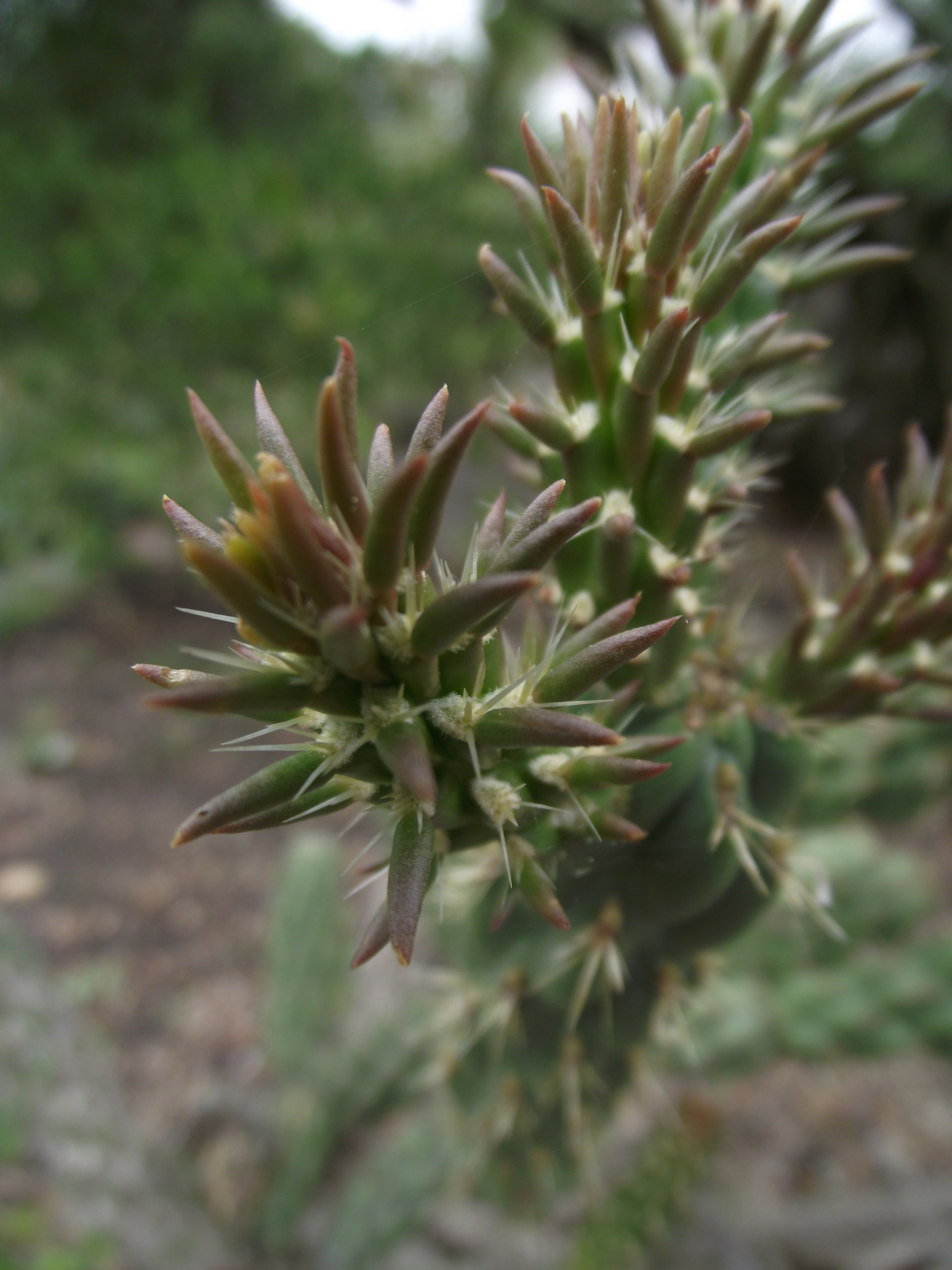
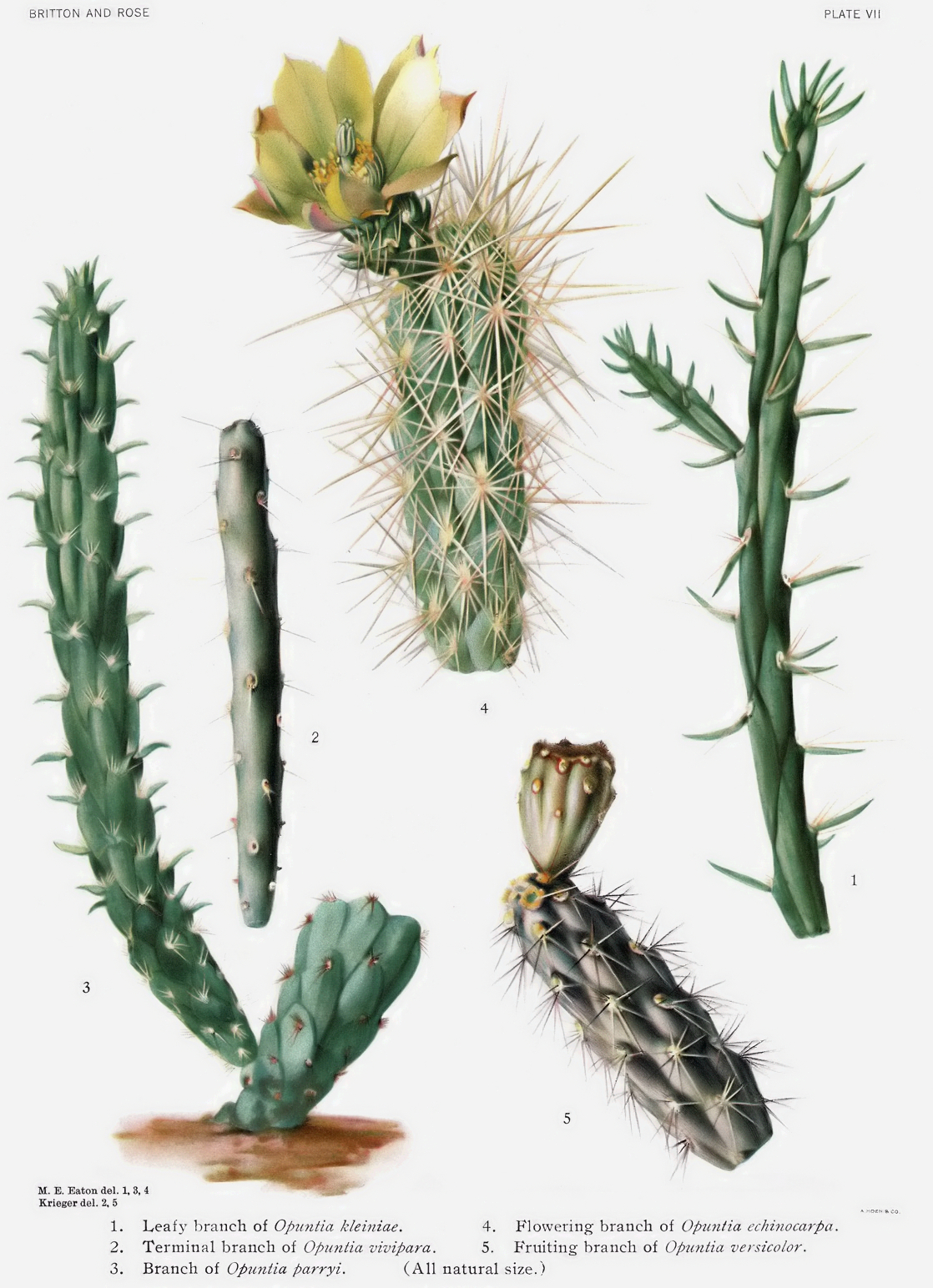